# Nora Bretón
Nora Eva Bretón Báez (Puebla), científica mexicana e investigadora del Departamento de Física del Centro de Investigación y de Estudios Avanzados (CINVESTAV), miembro de la Academia Mexicana de Ciencias y del Sistema Nacional de Investigadores (SNI). Sus principales contribuciones a la ciencia son en el área de Relatividad General, Agujeros Negros y Ondas Gravitacionales.

## Trayectoria académica
Obtuvo la maestría y el doctorado en ciencias (Física) en el CINVESTAV en 1982 y 1986, respectivamente. En 1992 finalizó un postdoctorado en la Universidad del País Vasco, España. Antes de unirse como profesora en el Cinvestav, fue profesora asistente en el Departamento de Matemáticas de la Universidad Autónoma Metropolitana, Unidad Azcapotzalco (1983-1985) y profesora-investigadora en el Departamento de Matemáticas del Instituto de Ciencias de la Universidad Autónoma de Puebla (1986-1989). En 1989 se integró al Departamento de Física del CINVESTAV como profesora-investigadora. Fungió como presidenta (2001-2003) y vicepresidenta (1999-2001) de la División de Gravitación y Física Matemática de la Sociedad Mexicana de Física. Es coautora del libro The Early Universe and Observational Cosmology.

## Publicaciones destacadas
Born-Infeld black hole in the isolated horizon framework.
Born–Infeld cosmologies.
Smarr’s formula for black holes with non-linear electrodynamics.
Geodesic structure of the Born–Infeld black hole.
Arbitrarily deformed Kerr-Newman black hole in an external gravitational field.

## Estudiantes graduados de maestría y doctorado
- Carlos Eduardo Ramírez Codiz (2014)

- Carlos Mario Custodio Vázquez (2012)

- Ariadna Montiel Arenas (2010)

- Luis Alberto López Suárez (2009)

- Pedro Mario Cañate Cásseres (2009)

- Aarón Vicente Berrocal Arellano (2008)

- Ricardo García Salcedo (2003)

- José Antonio Aguilar Sánchez (2002)

- Gustavo Yáñez (1995)